# 恰戈多夏河
58°57′36″N 36°35′21″E / 58.96000°N 36.58917°E
恰戈多夏河是俄羅斯的河流，屬於莫洛加河的左支流，由列寧格勒州和沃洛格達州負責管轄，河道全長242公里，流域面積約9,680平方公里，發源自皮卡廖沃以南，河水主要來自融雪，每年十一月至翌年五月結冰。河畔聚居地有恰戈达。